# Medarbetarskap
Medarbetarskap är ett begrepp inom ledarskap som fokuserar på de roller som medarbetare och chef får i en organisation där chefen avstår lite från sin formella makt och lämnar utrymme för medarbetarna. Framförallt tittar man på hur medarbetarna då hanterar relationen till sin arbetsgivare, arbetskamrater och det egna arbetet. Inom forskningenkring medarbetarskap finns två grenar: en gren som utvecklar självstyrande medarbetare och en som utvecklar samspelande medarbetarskap.
Medarbetarskap är ett begrepp som har fått ökad användning på senare tid. Under 1990-talet blev organisationerna plattare: arbetsledningen inom både industri och tjänsteverksamhet blev mindre detaljerad och organisationerna mer ”chefsglesa”. Samtidigt förväntades de anställda vara mångkunniga och skickliga på att samarbeta, lösa problem samt att ta ett större ansvar i arbetet. Det ökade ansvaret gällde inte bara de konkreta arbetsuppgifterna, utan även den egna utvecklingen, verksamhetens kvalitet, ekonomiska effektivitet, arbetsklimat och kundtillfredsställelse. Begreppet medarbetarskap utgör då ett synsätt för att få aktiva och ansvarstagande medarbetare, som i sin tur kan leva upp till de krav som ställs på dem.
Ordet medarbetarskap ses som det som händer när chefen övergår från den formella rollen som chef och skapar delaktighet. På så sätt skapas ett så kallat frirum . Frirummet begränsas av regler och konkurrens och ibland skapas gränser och regler som bara har till uppgift att bevaka de gränser och regler som redan finns. Genom de nya rollerna kan man skapa delaktighet hos medarbetarna genom deliberativ demokrati..

## Självstyre och samspel: Två inriktningar för utveckling av medarbetarskap
I försöken att utveckla medarbetarskap i skandinaviska länder har två olika inriktningar utkristalliserats; självstyrande medarbetarskap och samspelande medarbetarskap.
- Den första inriktningen för att utveckla medarbetarskap som var populär under 1990-talet framhöll medarbetarskap som ett substitut för ledarskap genom att självstyrande medarbetare och arbetsgrupper mer självständigt skulle ta ansvar för planering och utförande av arbetsuppgifter. Utveckling av denna typ av medarbetarskap handlar om att minska medarbetarnas beroende av formella ledare genom att dessa blir mer autonoma och så att säga börjar utveckla ”ledarskap över sig själva”.

- Den andra inriktningen handlar om att utveckla medarbetarskap (och ledarskapet) genom att stärka relationen mellan medarbetare och chef. I denna inriktning utövar chefen det formella chefsförpliktelserna och verkar för att sammanlänka organisationens och medarbetarnas ansträngningar genom att inbjuda till delaktighet och genom att ta vara på medarbetarnas engagemang. En arbetsgrupp som präglas av ett gott samarbete, gemenskap, ansvarstagande och engagemang i förhållande till en gemensam kan sägas ha utvecklat ett medledarskap – att medarbetarskap och ledarskap utövas i samklang med varandra.  Detta innebär också att ledarskap/chefskap och medarbetarskap ses som otillräckliga var för sig. Istället ses ledarskap och medarbetarskap i relation till varandra, dels vad gäller att de olika rollerna förutsätter varandra, dels genom att ledarskap även angår enskilda medarbetare, till exempel genom att leda sig själv eller leda tillsammans med andra i en grupp. Under 2000-talet har den andra inriktningen varit tongivande inom till exempel skola och äldreomsorg där antalet chefer ökar på den verksamhetsnära nivån i syfte att utveckla relationer mellan chefer och medarbetare och medarbetare emellan.

## Medarbetarskap och organisations- eller företagskultur
Organisations samlade förmåga, d.v.s. medarbetarnas engagemang i, att LEDA och DRIVA kan vara ett ytterligare sätt att gradera medarbetarskapet. Med detta synsätt blir det dessutom möjligt att mäta, samt att koppla medarbetarskapet till all den forskning och litteratur som existerar kring ledarskap och chefskap. I den definitionen så blir en organisation med ett starkt medarbetarskap också en flexibel och engagerad organisation vars kultur starkt bidrar till att skapa goda resultat.

## Medarbetarskap, ledarskap och arbetsmiljö i Sverige
I Sverige finns en lång tradition av samverkan mellan arbetsgivare och arbetstagare och arbetsmiljöarbetet bygger på att parterna är delaktiga. I lagen fastställs hur ansvarsfördelningen ska gå till. Det är arbetsgivarens ansvar att fördela uppgifterna i arbetsmiljöarbetet så att chefer, arbetsledare eller andra arbetstagare får i uppgift att verka för att risker i arbetet förebyggs och att arbetsmiljön blir bra. Arbetsgivaren ska också se till att de som får uppgifter i arbetsmiljöarbetet har tillräckliga kunskaper och resurser för att utföra dem. Skyddsombud ska utses på arbetsplatser med minst fem anställda. Skyddsombud är företrädare för personalen i frågor som rör arbetsmiljön och utses av den lokala fackliga organisationen. 
Medbestämmandelagen (MBL) är den viktigaste lagen på arbetsrättens område. Syftet med MBL är främst att stärka arbetstagarsidans inflytande över arbetsorganisering och arbetsvillkor. Förutsättningen för att reglerna om inflytande enligt MBL ska gälla är att arbetsgivaren har kollektivavtal. Föreningsrätten innebär att såväl arbetstagare som arbetsgivare har rätt att tillhöra en organisation och verka för den. En anställd får inte behandlas sämre för att man är med i en fackförening.
Den svenska arbetsrätten bygger på att frågan om inflytande för arbetstagare liksom tvister mellan arbetsgivare och fack i första hand ska lösas genom förhandling. Arbetsgivaren ska hålla den lokalfackliga föreningen på arbetsplatsen underrättad om hur verksamheten utvecklas såväl produktionsmässigt som ekonomiskt och personalpolitiskt. 